# لیوبینیچ
یوبینیچ (به صربی: Ljubinić) یک منطقهٔ مسکونی در صربستان است که در اوبرنوواتس واقع شده‌است. یوبینیچ ۱۴٫۲۶ کیلومتر مربع مساحت و ۷۷۴ نفر جمعیت دارد و ۱۲۵ متر بالاتر از سطح دریا واقع شده‌است.